# 1 Night in China
1 Night in China è un video pornografico girato dagli ex wrestler della World Wrestling Federation Joanie Laurer e Sean Waltman.

## Produzione
Distribuito dalla Red Light District Video nel 2004, il titolo del film, probabilmente ispirato a 1 Night in Paris distribuito dalla stessa casa, nasce da un gioco di parole tra la location del film (la Cina) ed il ring name della Laurer (Chyna). Le scene sono intervallate da un tour in Cina dei protagonisti, mentre gli atti sessuali contengono anche sesso anale e orale. Waltman appare sotto effetto di marijuana per buona parte del film, mentre sul corpo della Laurer si vedono segni di acne, dovuti probabilmente ad un abuso di steroidi.

## Accoglienza
Il video destò particolare sorpresa nel mondo del wrestling.

## Riconoscimenti
Nel gennaio 2006 il film ha vinto il Best Selling Title of the Year degli AVN Awards.

## Sequel
Nel 2009 ha iniziato a circolare in rete il seguito del film, un'altra pellicola porno girata dalla Laurer e Waltman intitolata Another Night in China.